# テロリストのパラソル
『テロリストのパラソル』は、藤原伊織による日本のハードボイルド小説。江戸川乱歩賞及び直木賞受賞作。

## 概要
1995年に第41回江戸川乱歩賞を、翌1996年に第114回直木賞を受賞した。乱歩賞と直木賞のW受賞は史上初であった。また、週刊文春ミステリーベスト10で第1位に、このミステリーがすごい!では6位にランクインした。
乱歩賞では、予備選考・本選考ともに、審査員の満場一致で絶賛され受賞が決まったという。当時の審査員は、高橋克彦・阿刀田高・井沢元彦・北方謙三・西木正明であった。
1996年に萩原健一主演でテレビドラマ化された。
2002年1月19日、本作の舞台となった新宿中央公園で爆弾爆発事件が発生し、本作との類似性がニュースとなった。

## あらすじ
アル中のバーテンダー・島村は、20年前のある事件がきっかけで、名前を変え、過去を隠して生活していた。
穏やかな秋の日、新宿中央公園。いつものように、朝から公園でウイスキーを飲みながらウトウトしかけたその時、突然爆音が響いた。何らかの爆発物が爆発し、死傷者が多数出る。
事件の被害者の中に、かつて学生運動で共に闘った友人・桑野や、3カ月だけ同棲したことのある女性・優子が含まれていたことを知る。かつて桑野と島村は、爆弾事件を起こし、警察に追われていた。爆発現場に置きっぱなしにしてしまったウイスキーの瓶から指紋が割り出され、島村は今回の事件でも疑いがかかることに。否応なく事件に巻き込まれ、島村は犯人を見つけようとする。

## 登場人物
島村 圭介（しまむら けいすけ）
アルコール中毒。バー「吾兵衛」のバーテンダー。バーには酒類とホットドッグしかメニューがない。
旧名・菊池俊彦。東大在学時に、友人らと学生運動に興じた。その後、大学を中退し、ボクシングを始め、そこそこ実力を付けた。
タツ
20代後半のホームレス。事件の約2カ月前に島村と知り合った。事件後、島村に寝ぐらを提供する。
浅井 志郎（あさい しろう）
興和商事社長。暴対法施行直前に株式会社に鞍替えしたヤクザ。経済などに詳しい。爆発があった日の夜に、「吾兵衛」を訪れ、島村に忠告する。元警官という異色の経歴を持つ。
松下 塔子（まつした とうこ）
20年前、まだ島村が本名で過ごしていた頃に、3カ月だけ共同生活を送った園堂優子の娘。21歳。母親が爆弾事件で亡くなったことを島村に知らせに来る。祖父は現職の国会議員。
桑野 誠（くわの まこと）
学園紛争時はノンセクトラジカル随一の論客として新左翼党派からも一目置かれていたが、学生運動の退潮と共に活動から退きアパレルメーカーに就職する。1971年、島村（当時は菊池）と共に車爆弾事件を起こしたとされているが、実際は事故に近かった。今回の爆発事件で死亡が報道される。
望月（もちづき）
浅井と共に島村の元を訪れた、浅井の手下。
岸川（きしかわ）
ホームレス。法医学関連の本を英語の原書で読んでいる。
宮坂 まゆ（みやさか まゆ）
父・徹と共に公園を訪れており、爆発の直前、島村と会話を交わした6歳の少女。本人は奇跡的に軽傷で済むが、父親が死亡してしまう。

## テレビドラマ
1996年11月15日、フジテレビ「金曜エンタテイメント」枠で放映された。

### キャスト
- 菊池敏彦（島村圭介）：萩原健一
- 桑野誠：根津甚八
- 松下（園堂）優子：高橋恵子
- 進藤警視正：西岡徳馬
- 松下塔子：木村佳乃
- 宮坂徹：村井国夫
- 宮坂まゆ：五十嵐瑞穂
- 浅井志郎：大杉漣
- 望月：山口仁
- 公園の牧師：長江英和
- ニュースのアナウンサー：向坂樹興、松田朋恵
- 渋谷琴乃
- 三浦尚子
- 入江正徳
- 市村直樹
- 小野田良
- 入江達也
- 門田俊
- 響大祐
- 松石健宏
- 大島信一
- 佐々木誠人
- 浦田進一
- 田中輝彦
- 重水直人
- 稲岡英二
- ト字たかお
- 仮屋ルリ子
- 井上隆志
- 藤田康之
- 谷口公一

### スタッフ
- 原作：藤原伊織
- 演出：福本義人
- 脚本：中村努
- 音楽：近藤等則
- ビジュアルエフェクト：徳永徹三(IMAGICA)
- 操演：羽鳥博幸
- CGコーディネイト：坂本浩(フジテレビ)
- 視覚効果：東京特殊効果
- 殺陣：久世浩
- カースタント：タカハシレーシング
- 技術協力：バスク
- 美術協力：フジアール
- 制作協力：にっかつ撮影所、ベイシス
- ロケ協力：アルファリゾート・トマム、ジャパンツアーシステム、東日本フェリー、JRバス関東
- 企画：遠藤龍之介
- プロデューサー：中山和記
- 制作：フジテレビ、共同テレビ